# Chabab Sakia El Hamra
Chabab Sakia El Hamra (arab. شباب الساقية الحمراء) – marokański klub piłkarski z siedzibą w Al-Ujun. W sezonie 2020/2021 zespół gra w GNFA 2.

## Opis
Klub wywalczył awans do GNF 1 w sezonie 1983/1984. Zadebiutował tam w sezonie 1984/1985, zajmując 15. miejsce, ale się utrzymał, bo w tym sezonie żaden zespół nie spadł. W sezonie 1985/1986 klub zajął 19. miejsce, ale, analogicznie jak w sezonie poprzednim, nie spadł, bo w tym sezonie nie było spadków. W sezonie 1986/1987 zespół zajął 11. (przedostatnie) miejsce w grupie A i spadł do GNF 2 (niższej dywizji).